# Protoxerus aubinnii
Protoxerus aubinnii är en däggdjursart som först beskrevs av Gray 1873. Den ingår i släktet Protoxerus och familjen ekorrar. IUCN kategoriserar arten globalt som otillräckligt studerad. Inga underarter finns listade i Catalogue of Life. Wilson & Reeder (2005) skiljer mellan två underarter. Det svenska trivialnamnet Smalsvansad jätteträdekorre förekommer för arten.

## Beskrivning
Pälsen på rygg, huvud och ben är mörkbrun och spräcklig i gult eller gråbrunt. Öronen är små, runda och täckta av tjock päls. Svansen är svart, och spräcklig i gult eller gråbrunt mot spetsen. Buksidan är ljusare brun än ovansidan. Kroppslängden är 23 till 27 cm, ej inräknat den 27 till 33 cm långa svansen, och vikten 300 till 400 g.

## Utbredning
Arten förekommer i västra Afrika från sydligaste Sierra Leone genom Liberia, sydöstra Guinea och södra Elfenbenskusten till sydvästra Ghana.

## Ekologi
Habitatet utgörs främst av låglänta, tropiska, fuktiga skogar, där den främst lever i undervegeationen. Arten förekommer även i sumpiga palmskogar. Protoxerus aubinnii äter huvudsakligen frukter, speciellt av palmer som Raphia och dadelpalmer.